# Hege Riise
Hege Riise (sinh ngày 18 tháng 7 năm 1969) là một cựu cầu thủ bóng đá nữ Na Uy, hiện đang là huấn luyện viên trưởng của đội tuyển bóng đá nữ quốc gia Na Uy.

## Sự nghiệp câu lạc bộ
Riise giành chức vô địch cúp quốc gia Na Uy với Setskog-Høland vào năm 1992. Cuối năm 1995 cô cùng bốn cầu thủ đồng hương gia nhập Nikko Securities Dream Ladies của Nhật Bản. Họ vô địch quốc gia và cúp quốc gia Nhật Bản 1996, cúp quốc gia 1997. Riise sau đó trờ lại Na Uy chơi cho Setskog-Høland.
Riise gia nhập Asker FK vào năm 2000, và giành chức vô địch cúp quốc gia. Sau khi được Carolina Courage lựa chọn trong đợt tuyển quân Women's United Soccer Association 2000, Riise hai lần trở thành MVP của đội và giúp Courage vô địch WUSA Founders Cup 2002.
Trở lại Na Uy năm 2005 Hege Riise gia nhập Team Strømmen và trở thành trợ lý huấn luyện viên của đội năm 2006. Cô thi đấu trận đấu cuối cùng với Team Strømmen vào ngày 28 tháng 10 năm 2006 ở tuổi 37.

## Sự nghiệp quốc tế
Riise ra mắt Na Uy năm 1990. Cô cùng Na Uy vô địch 1993 và Giải vô địch bóng đá nữ thế giới 1995. Tại Giải vô địch bóng đá nữ thế giới 1995, cô giành giải Quả bóng vàng.
Riise sau đó cùng đội tuyển giành tấm huy chương vàng Thế vận hội Mùa hè 2000 ở Sydney.
Cô kết thúc sự nghiệp quốc tế vào năm 2004 với 188 trận và 58 bàn.